# Classement mondial de snooker 1983-1984
Classement mondial, des joueurs de snooker du top 32 pour la saison 1983-1984. Les points sont calculés en additionnant les points accumulés lors des deux saisons précédentes (1981-1982 et 1982-1983).
| no | Nom               | Pays            |
| -- | ----------------- | --------------- |
| 1  | Steve Davis       | Angleterre      |
| 2  | Ray Reardon       | Pays de Galles  |
| 3  | Cliff Thorburn    | Canada          |
| 4  | Tony Knowles      | Angleterre      |
| 5  | Alex Higgins      | Irlande du Nord |
| 6  | Eddie Charlton    | Australie       |
| 7  | Kirk Stevens      | Canada          |
| 8  | Bill Werbeniuk    | Canada          |
| 9  | Terry Griffiths   | Pays de Galles  |
| 10 | David Taylor      | Angleterre      |
| 11 | Jimmy White       | Angleterre      |
| 12 | Doug Mountjoy     | Pays de Galles  |
| 13 | Dennis Taylor     | Irlande du Nord |
| 14 | John Virgo        | Angleterre      |
| 15 | Tony Meo          | Angleterre      |
| 16 | John Spencer      | Angleterre      |
| 17 | Perrie Mans       | Afrique du Sud  |
| 18 | Willie Thorne     | Angleterre      |
| 19 | Dean Reynolds     | Angleterre      |
| 20 | Cliff Wilson      | Pays de Galles  |
| 21 | Silvino Francisco | Afrique du Sud  |
| 22 | Graham Miles      | Angleterre      |
| 23 | Joe Johnson       | Angleterre      |
| 24 | Mark Wildman      | Angleterre      |
| 25 | Patsy Fagan       | Irlande         |
| 26 | Eddie Sinclair    | Écosse          |
| 27 | Murdo MacLeod     | Écosse          |
| 28 | Fred Davis        | Angleterre      |
| 29 | Mike Hallett      | Angleterre      |
| 30 | Eugene Hughes     | Irlande         |
| 31 | Les Dodd          | Angleterre      |
| 32 | John Campbell     | Australie       |